# Flandre (paquebot de 1914)
Pour les articles homonymes, voir Flandre.
 (novembre 2020).
Le Flandre est un paquebot de la Compagnie générale transatlantique. Mis en service en 1914, il est réquisitionné durant les deux guerres mondiales en tant que navire-hôpital ou en tant que croiseur auxiliaire et finira par couler au cours de la seconde. Un autre Flandre entrera en service dans la compagnie en 1952.

## Première Guerre mondiale

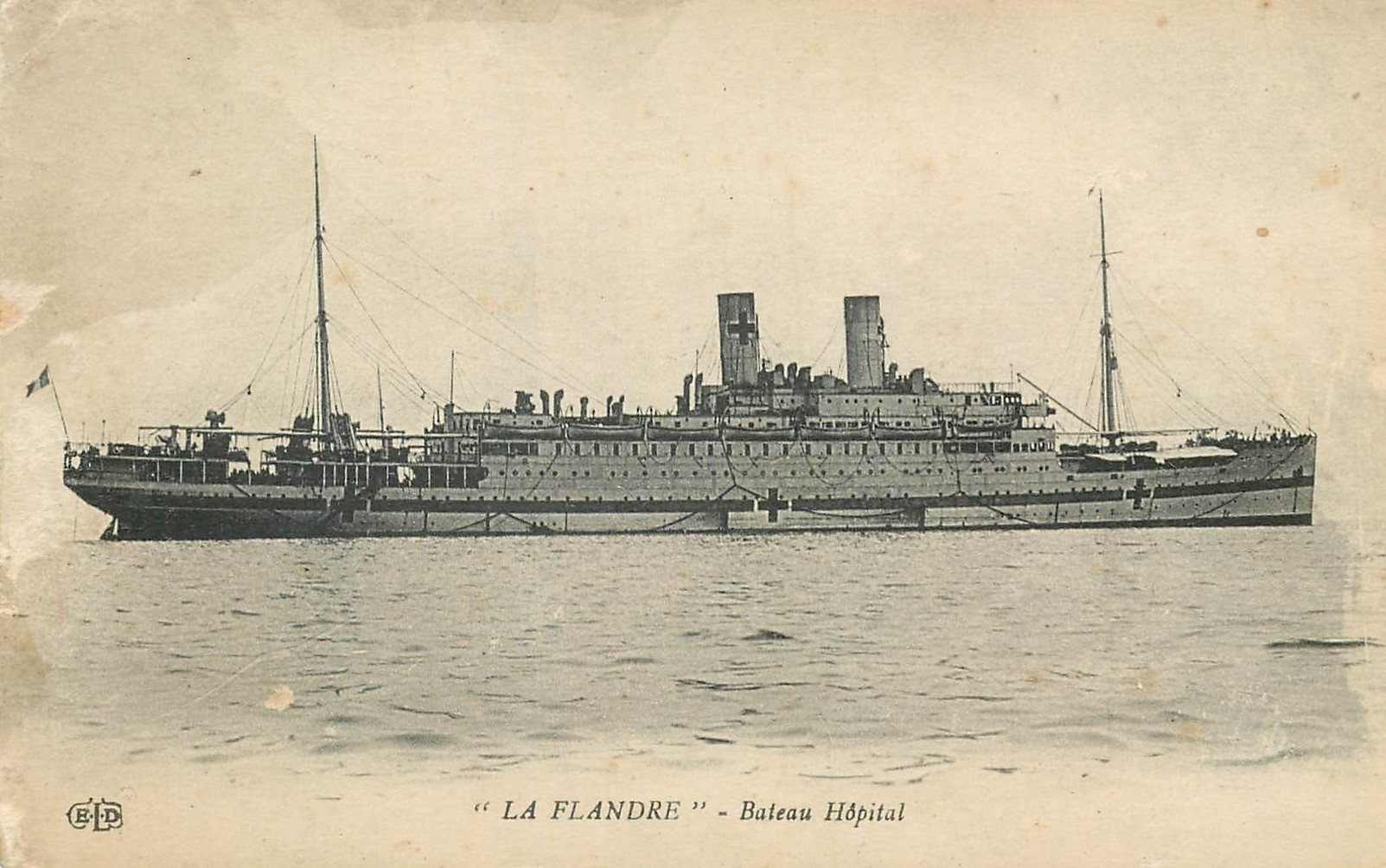
Le navire-hôpital Flandre.

Lancé le 31 octobre 1913 pour la Compagnie générale transatlantique, il est mis en service en 1914 sur la ligne du Mexique.
La Première Guerre mondiale éclatant, Il est réquisitionné le 4 août 1914 en tant que croiseur auxiliaire. Il est alors utilisé dès le 6 août comme patrouilleur dans la Manche avec pour objectif de protéger l'acheminement du Corps Expéditionnaire Britannique en France.
À la fin de cette mission le 21 août, il est rendu et est mis en service sur la ligne reliant la France et le Brésil pour le compte de la Compagnie de Navigation Sud-Atlantique gérée par la Compagnie générale transatlantique.
Mais le Flandre est de nouveau réquisitionné le 13 janvier 1917, en tant que navire-hôpital pouvant recevoir environ 800 blessés. Entre mars et mai, il va ainsi effectuer des transports de blessés entre Salonique et Toulon. Le 20 mai 1917, il est abordé par le vapeur portugais  Madeira à Milo mais sera réparé.
En novembre 1918, le Flandre rapatrie les troupes françaises et serbes de la Mer Adriatique et de la Mer Noire.
Ainsi de 1917 à décembre 1918, le Flandre effectua 20 voyages sanitaires en transportant en tout 13799 blessés.
Le 18 décembre, il entre en collision avec le croiseur Victor Hugo, même si les dégâts sont minimes il doit rentrer à Toulon pour être réparé.
Du 15 au 26 février 1919, il va également rapatrier le troupes sénégalaises de Marseille à Dakar.
Le 16 juillet 1919, il est finalement rendu à la compagnie qui le met en service sur la ligne de Colon. En 1935 il est transféré à la ligne des Antilles.

## Seconde Guerre mondiale
En mai 1939, le navire quitte Saint-Nazaire, direction Cuba. Parmi ses passagers figurent 310 juifs, fuyant les persécutions nazies. Un visa de tourisme et 500 dollars sont exigés pour pouvoir débarquer, de sorte que 96 d'entre eux doivent revenir en France, . 
Lorsque la Seconde Guerre mondiale éclate, le Flandre est réquisitionné cette fois en tant que transport de troupe. Il participe notamment à l'expédition de Norvège en avril 1940. En juin 1940, il est rendu mais est saisi le 5 août à Bordeaux par les Allemands qui veulent s'en servir pour l'invasion de l'Angleterre.
Le 13 septembre 1940, il saute sur une mine dans l'embouchure de la Gironde et coule en ne faisant aucune victime.